# روایی (آمار)

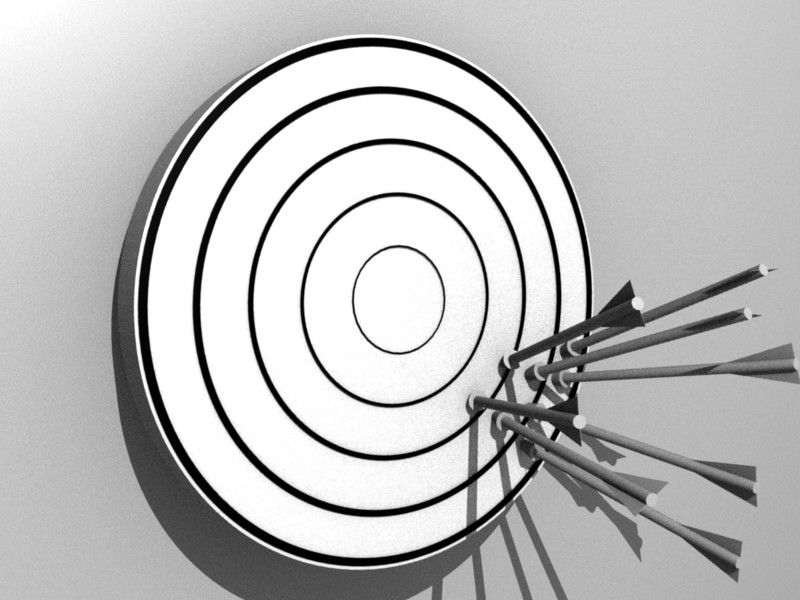
انطباق نتایج بر مبانی مبتنی بر جهان واقعی

روایی (به انگلیسی Validity) میزانی است که یک مفهوم، نتیجه‌گیری یا سنجش به درستی بر مبانی اش منطبق است و احتمالاً صحت تناظر آن با جهان واقعی را نشان می‌دهد. کلمه «روا» از کلمه لاتین والیدوس (validus) اقتباس شده و به معنی قوی است. روایی یک ابزار اندازه‌گیری (به عنوان مثال، یک آزمون در آموزش) درجه ای است که ابزار آنچه مدعی سنجش آن است را اندازه‌گیری می‌کند. روایی بر قدرت مجموعه انواع مختلف شواهد (به عنوان مثال روایی صورت، اعتبار سازه و غیره) مبتنی است که جزئیات بیشتر آن در زیر شرح داده شده‌است.
در روان سنجی، روایی کاربرد ویژه ای دارد به نام روایی آزمون: "درجه ای که شواهد و نظریه از تفسیر نمرات آزمون پشتیبانی می‌کنند" ("ناشی از استفاده پیشنهادی از آزمونها").
روایی از اهمیت بالایی برخوردار است زیرا می‌تواند به تعیین نوع آزمایش‌های قابل استفاده کمک کند و کمک خواهد کرد که اطمینان حاصل شود که محققان از روشهایی استفاده می‌کنند که نه تنها اخلاقی و مقرون به صرفه هستند، بلکه تضمین خواهد کرد که روش‌ها یی انتخاب شوند که با استفاده از آن واقعاً همان ایده یا ساختارهای مورد نظر اندازه‌گیری شود.

## روایی آزمون

### روایی (صحت)
روایی یک ارزیابی، میزان سنجیدن آن چیزی است که قرار است اندازه‌گیری کند. روایی همان قابلیت اطمینان نیست، این همان اندازه ای است که یک اندازه‌گیری به نتایج بسیار مطابق می‌دهد. در روایی اعتبار، اندازه‌گیری همیشه لازم نیست مشابه باشد، همان‌طور که در قابلیت اطمینان انجام می‌شود. اما فقط به این دلیل که یک اندازه‌گیری قابل اعتماد باشد، لزوماً معتبر نیست. به عنوان مثال مقیاس ۵ پوندی قابل اعتماد است اما معتبر نیست. یک آزمون نمی‌تواند معتبر باشد مگر اینکه قابل اعتماد باشد. اعتبار همچنین به اندازه‌گیری اندازه‌گیری شده برای اندازه‌گیری بستگی دارد و به جای آن چیز دیگری نیست. اعتبار (شبیه به قابلیت اطمینان) یک مفهوم نسبی است؛ اعتبار ایده کاملاً یا هیچ چیز نیست. اعتبار زیادی وجود دارد.

### روایی برساخت
روایی برساخت به میزانی می‌گویند که شیوه عملیاتی سازی یک برساخت (به عنوان مثال، آزمونهای عملی که از یک تئوری ساخته شده‌اند) آن سازه را طبق تعریف تئوری، اندازه‌گیری می‌کند. این شامل همه انواع دیگر روایی است. به عنوان مثال، اینکه تا چه اندازه یک آزمون هوش را می‌سنجد، سؤال از روایی برساخت است. اندازه‌گیری هوش، از جمله چیزهای دیگر، فرض می‌کند که این معیار با چیزهایی که باید با آن ارتباط داشته باشد (روایی همگرا) است، نه با چیزهایی که نباید با آن ارتباط داشته باشد (روایی تمایز).

### روایی محتوا
روایی محتوا یک نوع اعتبار غیر آماری است که شامل «بررسی سیستماتیک محتوای آزمون برای تعیین اینکه آیا نمونه ای از نمایه از حوزه رفتاری که باید اندازه‌گیری شود» را در بر می‌گیرد (Anastasi & Urbina، 1997 p. ۱۱۴). به عنوان مثال، آیا یک پرسشنامه ضریب هوشی دارای مواردی است که کلیه حوزه‌های اطلاعاتی مورد بحث در ادبیات علمی را در بر می‌گیرد؟